# Gustavo el ermitaño
Gustavo, conocido como el ermitaño (ca. 810 - 10 de marzo de 890, Suecia), fue un monje eremita compañero de San Oscar, apóstol de Escandinavia. Se lo considera el primer bautizado en la región, en los años veinte del siglo IX, y desde entonces viajó junto a su maestro como misionero. Según los relatos escandinavos, se destacaba por la facilidad para comunicarse con los habitantes del territorio.
Posteriormente, y hasta su muerte, llevó una vida solitaria consagrada a la oración y la penitencia en el norte de Suecia.Se ignora cuando fue canonizado.